# Umpa-Lumpasi
Umpa-Lumpasi – fikcyjna rasa postaci występująca w serii Charlie i fabryka czekolady, opartej na oryginalnej książce Roalda Dahla. We wszystkich wersjach historii są przedstawiani jako mali ludzie stanowiący siłę roboczą fabryki czekolady Willy’ego Wonki, a ich wynagrodzeniem są ziarna kakao. Ich wygląd i historia różnią się w zależności od wersji.

## Projekt i charakterystyka
W pierwszym wydaniu Charlie i fabryka czekolady byli przedstawieni jako afrykańscy Pigmeje, było to źródłem kontrowersji, a w 1970 roku NAACP skrytykowało książkę, twierdząc, że Umpa-Lumpasi mają konotacje niewolnictwa. Roald Dahl utrzymywał, że nie miał intencji rasistowskich, jednak zmienił wygląd postaci, nadając im białą skórę i zmieniając ich miejsce pochodzenia z Afryki na fikcyjną krainę „Lumpaland”. Nowy projekt postaci opracowała brytyjska ilustratorka Faith Jaques.
W filmie z 1971 roku mieli pomarańczową skórę, zielone fryzury przypominające pompadour oraz nosili brązowe koszule i białe ogrodniczki. Wcielili się w nich aktorzy: Rudy Borgstaller, George Claydon, Malcolm Dixon, Rusty Goffe, Ismed Hassan, Norman McGlen, Angelo Muscat, Pepe Poupee, Marcus Powell i Albert Wilkinson.
W filmie z 2005 roku wyglądali identycznie i nosili futurystyczne kombinezony. Wcielił się w nich jeden aktor – Deep Roy, który zagrał każdą postać przy użyciu efektów specjalnych.
W prequelu Wonka z 2023 roku są reprezentowani przez pojedynczą postać o imieniu „Lofty”, w którego wcielił się Hugh Grant. Wygląd Granta nawiązuje do Umpa-Lumpasów z filmu z 1971 roku, jednak jego niski wzrost oraz pomarańczowa karnacja zostały uzyskane za pomocą efektów cyfrowych.

## Wpływ kulturowy

### Inspiracje w popkulturze
- Byli jedną z głównych inspiracji dla Minionków z serii Jak ukraść księżyc[3].
- W 2017 roku nazwano po nich nowy gatunek pająka – Myrmecium oompaloompa, odkryty na plantacjach kakao w Brazylii[4].
- W 2023 roku amerykański muzyk Jagwar Twin wydał singiel Bad Feeling (Oompa Loompa), który wykorzystuje refren piosenek Umpa-Lumpasów z filmu z 1971 roku[5]. Utwór dotarł do 36. miejsca na liście Hot Rock & Alternative Songs oraz 33. miejsca na Pop Airplay[6][7].